# Bollywood TV
Bollywood TV (prescurtat BO TV sau BO HD) este un canal de televiziune care difuzează filme și seriale indiene și emisiuni europene de divertisment.
La 17 ianuarie 2012, CNA a aprobat solicitarea de licență prin satelit depusă de societatea ISG TV.
În urma unui rebrand în anul 2014, Bollyshow a devenit Bollywood TV iar fostul Bollywood TV (2012-2014) a devenit Bollywood Film.
În urma unui rebrand în 20 mai 2024, Bollywood TV si Bollywood Clasic au schimbat numele intre ele, Bollywood Clasic devenind Bollywood TV iar fostul Bollywood TV (2014-2024) a devenit Bollywood Clasic.

## Bollywood HD
Pe 1 august 2012 a fost lansat canalul Bollywood HD, acesta avea program diferit de Bollywood TV, Bollywood Clasic și Bollyshow.
Fața de surorile ei, în urma rebrandului din 2014 Bollywood Clasic si Bollywood HD și-au păstrat numele, doar sigla au schimbat-o.
Din 16 ianuarie 2017, Bollywood HD și Bollywood TV au început să difuzeze același program, pe ecran apărând sigla BO TV câteva secunde apoi sigla BO HD și tot așa pe ambele canale.